# Prophone Records
Prophone Records is een Zweeds platenlabel, waarop voornamelijk jazz wordt uitgebracht. Het label concentreert zich op mainstream-jazz en de meeste uitgaven zijn van Zweedse jazzmusici. Het werd in 1990 opgericht en sindsdien heeft het meer dan 75 albums uitgebracht (2012). Prophone Records is gevestigd in Örebro.
Music die op het label uitkwamen zijn onder meer Alice Babs, Jukka Tolonen, Peter Asplund, Christina Gustafsson, Rigmor Gustafsson, Lina Nyberg, Nils Lindberg, Lars Jansson en Karl-Martin Almquist.